# Wallenberg (efternamn)
För andra betydelser, se Wallenberg (olika betydelser).
Wallenberg är ett efternamn, som bärs av bland annat en svensk släkt från Östergötland och där medlemmar sedan 1800-talet haft framträdande ställningar inom svenskt näringsliv. Offentlig statistik tillgänglig i september 2017 uppger att 486 personer med efternamnet Wallenberg var bosatta i Sverige.

## Personer med efternamnet Wallenberg
- Alice Wallenberg (1858–1956), norsk-svensk donator
- André Oscar Wallenberg (1816–1886), bankman, sjöofficer, publicist och politiker
- Anna Wallenberg (1838–1910), landskaps- och porträttmålare
- Axel Wallenberg, flera personer
  - Axel Wallenberg (1958–2011), företagsledare
  - Axel Wallenberg (industriman) (1874–1963), industriman och diplomat
  - Axel Wallenberg (skulptör) (1898–1996)
- Berit Wallenberg (1902–1995), arkeolog, konsthistoriker, fotograf och donator
- Dennis Wallenberg (född 1986), counter-strikespelare
- Elsa Wallenberg (1877–1951), tennisspelare
- Erik Wallenberg (1915–1999), forskare och uppfinnare
- Gustaf Oscar Wallenberg (1863–1937), affärsman, diplomat och politiker
- Gustav Wally, ursprungligen Wallenberg (1905–1966), dansör, skådespelare, regissör och teaterchef
- Hans Wallenberg (1891–1949), skol- och språkman
- Ivan Wallenberg (1917–1990), jurist
- Jacob Wallenberg, flera personer
  - Jacob Wallenberg (1892–1980), bankman och företagsledare
  - Jacob Wallenberg (född 1956), företagsledare
  - Jacob Wallenberg (författare) (1746–1778), präst, författare, kåsör och poet
- Knut Agathon Wallenberg (1853–1938), bankman, politiker och filantrop
- Marc Wallenberg (1924–1971), bankman
- Marcus Wallenberg, flera personer
  - Marcus Wallenberg (1744–1799), präst
  - Marcus Wallenberg (1774–1833), biskop och författare
  - Marcus Wallenberg (1781–1822), komminister
  - Marcus Wallenberg (1864–1943) företagsledare och bankdirektör
  - Marcus Wallenberg (1899–1982), bankman och företagsledare
  - Marcus Wallenberg (född 1956), näringslivsprofil
- Marianne Wallenberg (1893–1978), hustru till finansmannen Marcus Wallenberg
- Nannie Wallenberg (1885–1962), fosterdotter till Knut och Alice Wallenberg
- Nita Wallenberg (1896–1966), förlovad med konstnären Nils Dardel
- Oscar Wallenberg (1872–1939), direktör och kapten
- Otto Wallenberg (1889–1965), trafiktekniker och kommunalpolitiker
- Patrik Wallenberg (född 1977), ishockeyspelare
- Peder Wallenberg (född 1935), arkitekt och affärsman
- Peter Wallenberg, flera personer
  - Peter Wallenberg (1926–2015), företagsledare, industri- och finansman
  - Peter Wallenberg (född 1959), företagsledare och racerförare
- Petter Wallenberg (född 1977), artist, författare och klubbarrangör
- Raoul Wallenberg (1912–1947), arkitekt, affärsman och diplomat
- Sigvard Wallenberg (1928-2003), underhållare och förkunnare
- Stig Wallenberg (1929–2024), konstnär och teckningslärare